# チームA 7th Stage「M.T.に捧ぐ」
『チームA 7th Stage「M.T.に捧ぐ」』（チームエー セブンスステージ エムティーにささぐ）は、AKB48チームA劇場公演の7th Stageである。

## 概要
AKB48チームAの7th公演であり、チームAならびにAKB48では約5年6か月ぶりとなるオリジナル公演である。
演目の「M.T.」は高橋みなみ（Takahashi Minami）のことであり、秋元康によると「高橋みなみの意志を継いだAKB48の未来」がコンセプトである。

## 公演内容

### 曲目
本編
1. overture
（作曲・編曲：尾澤拓実、歌：TAZ）
全AKB48公演共通である。
2. 始まる。　
（作詞：秋元康、作曲：菅井達司、編曲：野中“まさ”雄一）
3. Prime time
（作詞：秋元康、作曲：高田真帆、稲見英夫、編曲：佐々木裕）
4. 探してあげる
（作詞：秋元康、作曲：菊地司、編曲：若田部誠）
5. ラベンダーフィールド　
（作詞：秋元康、作編曲:中山聡、足立優）
6. リスケ　
（作詞：秋元康、作曲：井上トモノリ、編曲：野中“まさ”雄一）
7. 制服ビキニ　
（作詞：秋元康、作曲：川浦正大、編曲：久下真音）
8. She's gone　
（作詞：秋元康、作曲：バグベア、編曲：佐々木裕）
9. 夢でKiss me !　
（作詞：秋元康、作曲：Rie、編曲：生田真心）
10. 負け男　
（作詞：秋元康、作曲：福井元気、編曲：あらケン）
11. 月と水鏡　
（作詞：秋元康、作編曲：石井健太郎）
12. 門前仲町ダンス　
（作詞：秋元康、作編曲：Sungho）
13. 今夜、グロリアは誰に抱かれる?　
（作詞：秋元康、作編曲：Carlos K.）
14. コピー&ペースト　
（作詞：秋元康、作曲：菅井達司、編曲：若田部誠）
15. M.T.に捧ぐ　
（作詞：秋元康、作編曲：吉田博）

アンコール
1. ショーは終わらない　
（作詞：秋元康、作曲：松原憲、編曲：若田部誠）
2. ウィンクの銃弾　
（作詞：秋元康、作曲：丸谷マナブ、編曲：佐々木裕）
3. 涙はいつの日か　
（作詞：秋元康、作曲：Les VIEW、編曲：原田ナオ）

### 演出
- 開演前の場内アナウンス（影アナ）を平田梨奈がひとりで担当し、日本語・英語・中国語の3カ国語で行っていたが[注釈 1]、平田の卒業後はメンバー日替わりとなり日本語のみで行われている。
- オープニングでは、横山由依[注釈 2] がハンドマイクを使って5年半ぶりの新公演を宣言するとともに、メンバーによるシュプレヒコールが行われる。
- 「負け男」では歌詞に登場するヒモ男という設定で、男装したメンバー1人によるダンスパフォーマンスがある。
- 最初のMCで全員そろって自己紹介する形式から、曲間のMCごとに数人が曲紹介と自己紹介を行う形式になった。
- 「M.T.に捧ぐ」のパフォーマンス中には、スクリーンに本曲のモデルである高橋みなみの映像が映し出される[1]。高橋の卒業後は省略されている。

## AKB48 チームA 7th Stage「M.T.に捧ぐ」公演
公演期間
2016年2月10日 - 2018年5月16日
出演メンバー
入山杏奈・岩田華怜・大家志津香・大和田南那・小笠原茉由・小嶋菜月・小嶋陽菜・佐々木優佳里・島崎遥香・白間美瑠・田北香世子・谷口めぐ・中西智代梨・中村麻里子・平田梨奈・樋渡結依・前田亜美・宮崎美穂・宮脇咲良・山田菜々美・横山由依
その他のチームのメンバー：市川愛美・下口ひなな・茂木忍・湯本亜美（チームK）、達家真姫宝・横島亜衿（チームB）、飯野雅・伊豆田莉奈・大森美優・岡田彩花・村山彩希（チーム4）、西川怜・山邊歩夢（チームBドラフト研究生）、太田奈緒・行天優莉奈・舞木香純（チーム8）
※初日、第2回公演は18名で開演したため、初日は岩田と小嶋菜が、2回目は岩田と田北がユニット曲の歌唱には参加していない。
※田北・平田は2016年3月9日の公演から、前田は同年4月23日の公演から出演。同日、2人はユニットポジションを得た。
※村山は2016年3月9日の公演から、市川・岡田は同年4月23日の公演から、茂木は同年5月16日の公演から、伊豆田は同年9月8日の公演から、湯本は同年9月24日の公演から、達家は同年9月20日の公演から、山邊は2017年3月18日の公演から、太田・行天・舞木は2017年7月6日の公演からそれぞれ出演。下口は2017年1月10日の公演に、横島は2017年3月18日の公演に、西川は2017年4月18日の公演に、飯野は2017年8月5日の公演に、大森は2017年8月15日の公演にそれぞれ出演。
※樋渡は公演初日にチームAドラフト研究生から昇格。
※岩田は2016年3月15日の卒業公演が最終出演となり、同年5月21日に卒業。平田は2016年6月24日の公演が最終出演となり、同年8月24日に卒業。前田は2016年8月29日の卒業公演をもって卒業。小笠原は2016年12月22日の卒業公演が最終出演となり、同年12月24日に卒業。島崎は2016年3月9日の公演が最終出演となり、同年12月31日卒業。大和田は2017年3月18日の卒業公演をもって卒業。
※公演開始時点で既に卒業が決まっていた高橋みなみは、チームAのメンバーであったが、この公演には出演していない。

ユニット曲担当（各曲各ポジションから1名ずつ出演）
- リスケ
  - 小嶋陽・岩田・前田・中村・小笠原・佐々木
  - 島崎・入山・大和田・谷口

- 制服ビキニ
  - 大和田・小嶋菜・田北
  - 樋渡・市川・小嶋菜・湯本・達家・横島・西川・山邊
  - 山田・小嶋菜・岡田彩・田北・達家・大森

- She's gone
  - 入山・佐々木・茂木・小嶋菜
  - 白間・平田・岡田・伊豆田・小嶋菜・舞木・飯野
  - 谷口・田北・市川
  - 佐々木・村山・平田

- 夢でKiss me!
  - 宮脇・樋渡

- 負け男
  - 宮崎・大家・中西
  - 中西・岡田・市川
  - 小笠原・岡田・達家・行天
  - 大家・田北・平田・市川・山邊・太田
  - 中村・茂木・下口
  - ヒモ男（ダンスのみ）： 岩田→前田→谷口・中村

- 月と水鏡
  - 横山・宮崎・中村

## 劇場公演DVD・Blu-ray

### チームA 7th Stage「M.T.に捧ぐ」（DVD・Blu-ray）
収録メンバー（2016年2月10日の初日公演を収録）
入山杏奈・岩田華怜・大家志津香・大和田南那・小笠原茉由・小嶋菜月・小嶋陽菜・佐々木優佳里・島崎遥香・白間美瑠・谷口めぐ・中西智代梨・中村麻里子・樋渡結依・宮崎美穂・宮脇咲良・山田菜々美・横山由依
収録曲
1. overture
2. 始まる。
3. Prime time
4. 探してあげる
5. ラベンダーフィールド
6. リスケ（小嶋陽、島崎）
7. 制服ビキニ（大和田、樋渡、山田）
8. She’s gone（入山、白間、谷口、佐々木）
9. 夢でKiss me！（宮脇）
10. 負け男（宮崎、中西、小笠原、大家、中村）
11. 月と水鏡（横山）
12. 門前仲町ダンス
13. 今夜、グロリアは誰に抱かれる？
14. コピー&ペースト
15. M.T.に捧ぐ
16. ショーは終わらない
17. ウィンクの銃弾
18. 涙はいつの日か

## セルフカバーなど
- M.T.に捧ぐ（AKB48 43rdシングル・カップリング）